# مازراتی ۳۲۰۰ جی‌تی
مازراتی ۳۲۰۰ جی‌تی (Maserati ۳۲۰۰ GT) خودرویی است که در سال‌های ۱۹۹۸ تا ۲۰۰۱ تولید شده‌است.
این خودرو در کلاس خودرو GT قرار گرفته، طراحی آن خودروهای موتور جلو-محور عقب بوده طول آن در حالت طبیعی ۴٬۵۱۱ میلیمتر (۱۷۷٫۶ اینچ)، عرض آن در حالت طبیعی ۱٬۸۲۱ میلیمتر (۷۱٫۷ اینچ) و ارتفاع آن در حالت طبیعی ۱٬۳۰۶ میلیمتر (۵۱٫۴ اینچ) و وزن آن در حالت طبیعی ۱٬۵۸۷ کیلوگرم (۳٬۴۹۹ پوند) است.
موتور آن ۳۲۱۷ سی‌سی سامانه جعبه‌دندهٔ آن ۴ دنده به دو صورت خودکار و دستی است.

## نگارخانه

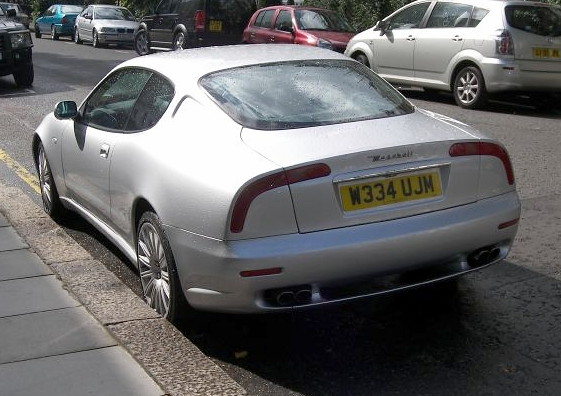
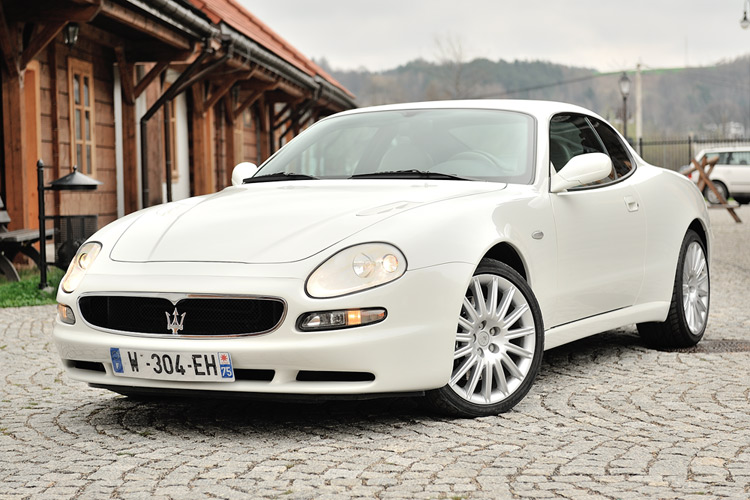
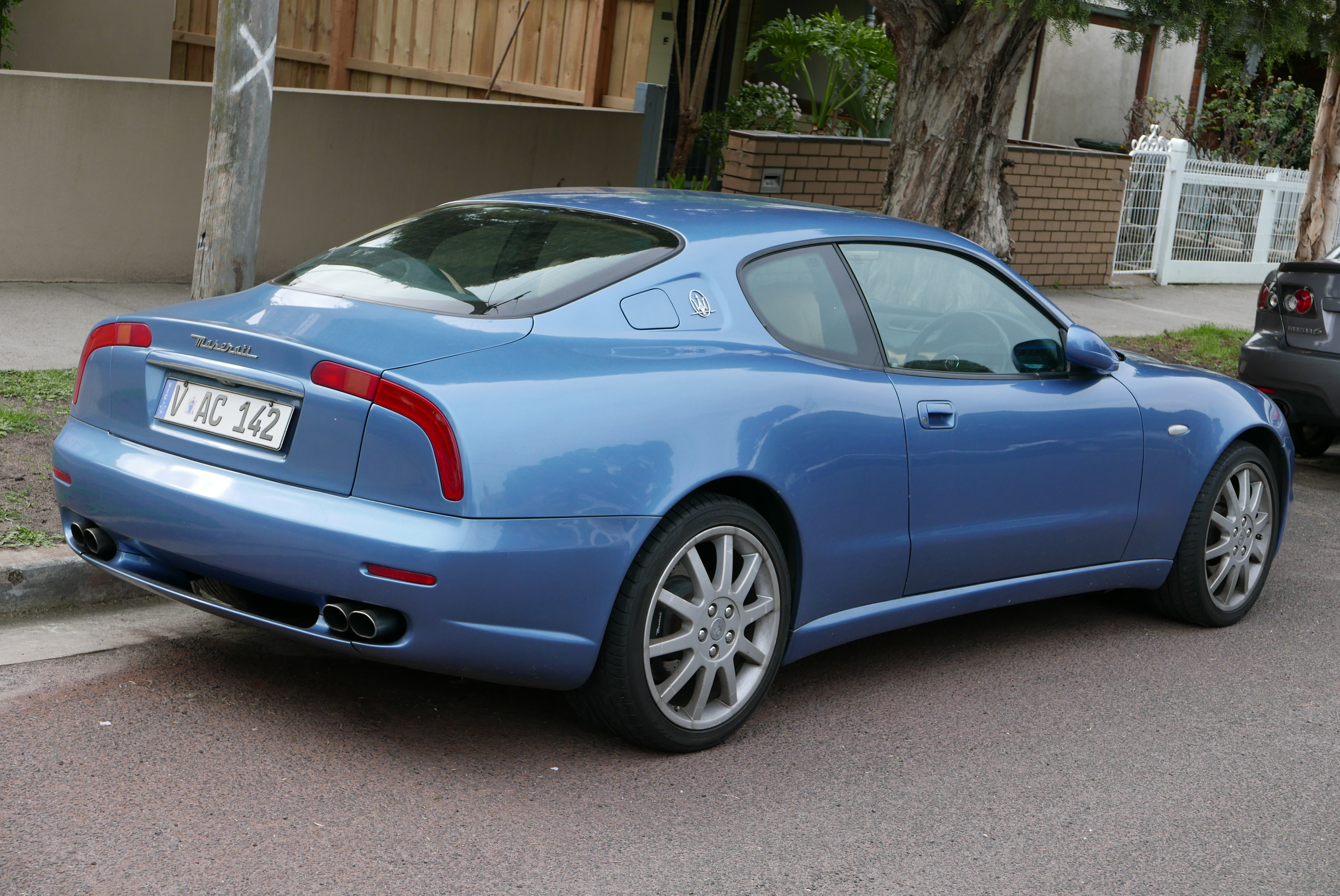